# Dario Maresic
Dario Maresic (sinh 29 tháng 9 năm 1999) là một cầu thủ bóng đá Áo chơi vị trí hậu vệ cho SK Sturm Graz tại Giải bóng đá vô địch quốc gia Áo.